# 이세와카마쓰역
이세와카마쓰역(일본어: 伊勢若松駅)은 일본 미에현 스즈카시에 위치한 긴키 닛폰 철도의 철도역이다. 긴테쓰 나고야 선의 소속역이며, 이 역을 기.종점으로 하는 긴테쓰 스즈카 선 등 2개의 노선이 운행 중이다. 역 번호는 나고야 선은 E 29, 스즈카 선은 L 29이다. 섬식 승강장 2면 4선의 구조를 갖췄다.

## 타는 곳
| 1 | E 나고야 선 | 하행 | 쓰 · 오사카 · 고베 · 가시코지마 방면 | 대피선                                     |
| 1 | L 스즈카 선 | 하행 | 스즈카시 · 히라타초 방면             | 나고야 선으로부터의 직통 급행 · 평일 1대만 |
| 2 | E 나고야 선 | 하행 | 쓰 · 오사카 · 고베 · 가시코지마 방면 |                                            |
| 3 | E 나고야 선 | 상행 | 욧카이치 · 나고야 방면               |                                            |
| 4 | E 나고야 선 | 상행 | 욧카이치 · 나고야 방면               | 대피선                                     |
| 4 | L 스즈카 선 | 하행 | 스즈카시 · 히라타초 방면             | 통상은 이 승강장                           |

## 이용 현황
| 연도 | 승차 인원 |
| ---- | --------- |
| 1997 | 1,155     |
| 1998 | 1,082     |
| 1999 | 1,082     |
| 2000 | 1,076     |
| 2001 | 1,071     |
| 2002 | 1,072     |
| 2003 | 1,063     |
| 2004 | 1,035     |
| 2005 | 1,059     |
| 2006 | 1,073     |
| 2007 | 1,065     |
| 2008 | 1,061     |
| 2009 | 1,025     |
| 2010 | 1,027     |
| 2011 | 990       |
| 2012 | 992       |
| 2013 | 1,025     |
| 2014 | 1,052     |
| 2015 | 1,090     |

## 역 주변
- 이세노우미 현립 자연 공원

## 인접 역
| 긴키 닛폰 철도 E 나고야 선     | 긴키 닛폰 철도 E 나고야 선 | 긴키 닛폰 철도 E 나고야 선     |
| ------------------------------ | -------------------------- | ------------------------------ |
| E24 시오하마 긴테쓰나고야 방면 | ■ 급행                     | 시로코 E31 이세나카가와 방면   |
| E28 미다 긴테쓰나고야 방면     | ■ 보통                     | 지요자키 E30 이세나카가와 방면 |
| 긴키 닛폰 철도 L 스즈카 선     |                            |                                |
| 시·종착역                      | ■ 급행                     | 야나기 L30 히라타초 방면       |
| 시·종착역                      | ■ 보통                     | 야나기 E30 히라타초 방면       |